# Бои за Лиду
Бои за Лиду — сражение за Лиду, которое произошло 28 — 29 сентября 1920 года во время Советско-польской войны.

## Предпосылки
Важной задачей польских войск являлся захват Лиды. Главное командование польской армии считало Лиду настолько важным пунктом в плане Неманской операции, что Пилсудский 25 сентября издал особый указ о захвате этого города.
Наступление на Лиду вели с запада две колонны 21-й горной и 22-й добровольческой дивизии. Однако быстрее их к Лиде подходили бригада 1-й Литовско-Белорусской дивизии с запада и с северо-восточного направления 1-я пехотная дивизия Легионов, поддерживаемая 4-й кавалерийской бригадой. 3-я пехотная дивизия Легионов тоже двигалась к Лиде, но находилась ещё близ Немана.
Захват Лиды зависел и от того, успеют ли главные силы 3-й армии большевиков подойти к городу раньше наступающих польских частей, меньших их по численности. Приказ о начале операции по захвату Лиды командиры ряда польских частей отдали с опозданием более чем сутки. Но потерю времени они компенсировали быстрым исполнением приказа и максимально быстрым передвижением своих подразделений.

## Описание сражения
Утром 28 сентября к Лиде подошел авангард 3-й пехотной бригады Легионов. В 10 часов утра 6-й полк этой бригады, поддерживаемый артиллерией, начал бой за Лиду. Первый удар полк нанес с севера. Красная армия, которая была более сильной, была уже в значительной степени деморализована. Из-за этого бой длился недолго, и польской бригаде удалось занять город. Штаб 3-й армии РККА, прибывший накануне в Лиду, вместе с её командующим Лазоревичем в последний момент покинул место своего пребывания, оставив дивизии 3-й армии без единого командования. До того, как польские войска успели закрепиться на новых позициях, по ним ударила 3-я армия.
Первой в бой вступила 4-я стрелковая дивизия, которая в бою у Кровавого Бора понесла меньшие потери, чем другие дивизии 3-й армии. Внезапная атака этой дивизии пришлась на позиции 2-го батальона 6-го полка Легионов и 2-го батальона 1-го полка Легионов. Красноармейцы быстро овладели казармами, железнодорожной станцией и прорвались в центр города. Обороной Лиды руководил сам командир 1-й дивизии Легионов полковник Домб-Бернацкий. Завязались уличные бои, в которых обе стороны несли большие потери. Батареи 1-го артполка Легионов вели огонь прямой наводкой.
В 13 часов в бой вступили 1-й и 3-й батальоны 6-го пехотного полка Легионов. Контратака свежих батальонов смешала ряды солдат Красной армии. Понеся значительные потери, 4-я стрелковая дивизия отступила из Лиды, двигаясь в южном направлении. Вместе с ней уходила 168-я стрелковая бригада, авангард подходившей с запада 56-й стрелковой дивизии. Вблизи Лиды эта бригада попала в засаду, устроенную 1-м и 3-м батальонами 6-го полка Легионов и была разбита. В это время польская 4-я кавалерийская бригада, обходившая Лиду с востока, разбила возле деревни Дубровно отступающие подразделения 6-й стрелковой дивизии большевиков.
Поздно вечером 22 сентября к Лиде с запада приблизилось ещё одно соединение 3-й армии большевиков — 21-я стрелковая дивизия и около 22 часов начала атаку при поддержке артиллерии. Красноармейцы овладели местными казармами, но затем были отброшены польскими частями. 21-я стрелковая дивизия, которая накануне понесла большие потери в бою у Кровавого Бора, отступила в лес западнее Лиды. К 24 часам 28 сентября Лида было полностью очищена от красноармейцев.
Личный состав 21-й стрелковой дивизии был деморализован большими потерями, военными неудачами и изнурительными походами. Не хватало патронов и боеприпасов. Раздосадованные красноармейцы арестовывали комиссаров, которые приказывали их продолжать бой, выдали их полякам и утром 29 сентября сдались.

## Последствия
Хотя Лиду удалось удержать, польские войска не смогли окончательно разгромить 3-ю армию большевиков. Польское командование слабо координировало действия своих войск, в результате чего в боях за Лиду участвовали 1-я дивизия Легионов и 4-я кавалерийская бригада, а остальные части не успели подойти к городу. Все же 3-й армии пришлось изменить маршрут отступления, тем самым открыв дорогу польским войскам в тылы 15-й и 16-й армий большевиков.
В боях за Лиду проявился упадок боевого духа частей большевиков, в результате чего произошла массовая сдача в плен — до 10 000 солдат. Было захвачено 40 орудий, 67 пулеметов, 2350 обозных подвод со снаряжением и запасами, а также 1 автомобиль и 2 мотоцикла. Дальнейшее преследование частей большевиков 2-й кавалерийской бригадой 29 сентября юго-восточнее Лиды показало, что они почти не оказывали сопротивления. В этот день сдались ещё 500 красноармейцев, было взято 9 орудий и 36 пулеметов.
После боев за Лиду и в её окрестностях все северное крыло Западного фронта фактически перестало существовать. Создалась угроза окружения 15-й и 16-й армий большевиков. Это вынудило Тухачевского отдать приказ о быстром отходе на восток. Неманская операция польских войск окончательно развеяла надежды политического и военного руководства РСФСР выиграть в войне с Польшей.